# 925
925 је била проста година.

## Догађаји
- 26. јун — млади хришћански талац Пелагије Кородбски је мучен у Кордоби јер је одбио да пређе на ислам и уђе у калифов харем.
- Завршетак борбе Хенрика I Птичара за признање од стране целе Немачке. Припајање Лорене Немачкој.
- Симеон I се прогласио „краљем Бугара и Грка“, уздигао је Бугарску архиепископију на ранг патријаршије, што је признато од легата папе Јована X.
- 11. децембар — нови краљ Наваре је млади Гарсија I Санчез. Влада је у рукама његовог ујака Јимена II и мајке.

- Након смрти Фруеле II, његов син Алфонсо Фроилас постао је краљ Леона. Синови Ордоњa II од Леона — Санчо, Алфонсо и Рамиро — побуне се против њега и протерају га из Леона. Алфонсо IV Монах постаје нови краљ Леона.

- 15. мај — Николај I Мистик, два пута цариградски патријарх, умире у 73. години.
- 23. мај — У Луојангу, умире Џао Гуангјин, велики канцелар (еквивалент премијеру) цара Ли Цункуа из Кине касније династије Танг. Џаове дужности преузима Ли Цункуов син, принц Ли Сијуан.
- 29. јун — Стефан II постаје нови цариградски патријарх, наследивши Николу I Мистика.
- 4. септембар — На острву Британија у Кингстону на Темзи одржано је крунисање Елстана за краља Англосаксонаца (који обухватају уједињена краљевства Весекс и Мерсија).
- Октобар — У Византији је Јован Мистакон, главни министар (парадинастеуон), свргнут од стране цара Романа I, бичеван и послат у изгнанство у манастир. Замењује га коморник (протовестијариос) Теофан, који постаје најближи саветник цара Романа I. У то време Византијско царство је било увучено у дуготрајан и катастрофалан рат са царем Симеоном I.
- Црквени сабор у Сплиту је сабор сазван на молбу кнеза Томислава и кнеза Михаила Захумског, уз одобрење папе Јована X, како би се решили црквени и литургијски спорови. Главна одлука сабора била је организација јединствене далматинске црквене покрајине са седиштем у Сплиту.
- У Багдаду, Абдалах ибн Мухамед ал-Какани је смењен са положаја великог везира Абасидског калифата на инсистирање команданта Абасида Му'нис ал-Музаффара.
- 10. децембар — У Памплони у Шпанији, Химено ИИ постаје нови краљ Наваре у Шпанији након смрти свог брата, краља Санча И.[8]
- 15. децембар — У Ченгдуу, главном граду бивше државе династије Шу у Кини, генерали династије Каснији Танг Ли Џиђи и Гуо Чонгтао прихватају предају преживелог званичника Шуа, Лијана, представника шуског цара Ванг Зонгјана.
- 28. децембар — У Кини, Гуо Чонгтао, војни заповедник династије Каснији Танг која влада из провинције Хенан, ухапсио је и погубио своје заменике команданта Ванг Зонгбија, Ванг Зонгсуна и Ванг Зонгвоа на основу оптужби за нелојалност, након што је добио дозволу од принца Ли Џиђија.
- Лето – Краљ Фруела II Леонски умире после владавине од само 14 месеци. Наследио га је син Алфонсо Фроилаз који је ступио на престо. Уз подршку краља Химена II од Памплоне (касније Наваре), Санчо Ордоњез, Алфонсо и Рамиро (синови покојног краља Ордоња II) су дигли побуну и отерали свог рођака Алфонса у Астурију, а затим поделили краљевство међу собом.
- Алберик I, војвода од Сполета, покушава да заузме Рим. Папа Јован X организује устанак и протерује га. Алберик бежи у Орте, где шаље гласнике који позивају Мађаре у помоћ. Али руља у Ортеу, обавештена од папских агената, устаје и убија Алберика.
- Краљ Рудолф II од Бургундије и његов таст, Буркхард II од Швапске, предводе бургундске експедиционе снаге преко Великог пролаза Сент Бернард како би се супротставили Хјуу од Провансе. Одлазе у град Ивреа где Рудолфове снаге почињу грађански рат против Ломбардије

## Смрти
- 15. мај — Свети Никола Мистик, хришћански светитељ и патријарх цариградски
- Фруела II Леонски